# Sergei Aschwanden
Sergei Aschwanden (ur. 22 grudnia 1975 w Bernie) – szwajcarski judoka, brązowy medalista olimpijski, dwukrotny medalista mistrzostw świata, dwukrotny mistrz Europy.
Startuje w kategorii do 90 kg. Jego największym osiągnięciem jest brązowy medal igrzysk olimpijskich w Pekinie.

## Osiągnięcia

### Igrzyska olimpijskie
| Igrzyska olimpijskie | Data             | Kategoria | Miejsce |
| -------------------- | ---------------- | --------- | ------- |
| Pekin 2008           | 13 sierpnia 2008 | do 90 kg  |         |

### Mistrzostwa świata
- 2001 Monachium -  brąz - do 81 kg
- 2003 Osaka -  srebro - do 81 kg